# Csajkovszkiji önkormányzati járás

A Csajkovszkiji önkormányzati járás a Permi határterületen

A Csajkovszkiji önkormányzati járás (oroszul Чайковский район) Oroszország egyik járása a Permi határterületen. Székhelye Csajkovszkij.

## Népesség
- 2002-ben 86,9%-a orosz, 4,8%-a tatár, 2,8%-a udmurt nemzetiségű.
- 2010-ben 103 849 lakosa volt, melyből 87 853 orosz, 4 424 tatár, 2 599 udmurt, 771 baskír, 729 ukrán, 599 csuvas, 376 mari, 366 komi, 280 fehérorosz, 156 örmény, 104 német, 103 mordvin stb.